# Proms
Los Proms, normalmente conocidos como los Proms de la BBC (nombre completo en inglés: The Henry Wood Promenade Concerts presented by the BBC), son un ciclo de conciertos diarios de música clásica orquestal que tienen lugar anualmente desde mediados de julio hasta mediados de septiembre. Estos conciertos fueron fundados por el empresario Robert Newman y el director de orquesta Henry J. Wood, quien dirigió el primer concierto el 10 de agosto de 1895 en el Queen's Hall de Londres.
Proms es una síncopa de Promenade concerts (en español: paseos musicales), un término que surge a partir de la práctica inicial de los espectadores de pasear en algunas áreas del auditorio durante el concierto. Hoy en día, el término se refiere al uso de zonas donde los espectadores permanecen de pie (en las galerías y en el centro del auditorio), para los cuales las entradas son mucho más baratas que en los asientos reservados. Los espectadores de los Proms, particularmente los que se quedan de pie, son normalmente conocidos como «prommers».

## Historia

### Origen
Desde mediados del siglo XVIII se daban conciertos en los jardines de Londres y los bailes de graduación en interiores se convirtieron en una característica de la vida musical londinense a partir de 1838, especialmente bajo la dirección de Louis Antoine Jullien y Arthur Sullivan.
Fueron inaugurados el 10 de agosto de 1895 en el Queen's Hall de la mano del empresario Robert Newman. Deseaba generar un público más amplio para la música de sala de conciertos, ofreciendo precios bajos y un ambiente informal, en el que se permitiera comer, beber y fumar a los asistentes, por lo que creó una orquesta sinfónica y eligió a Henry Wood para dirigirla:

Voy a dar conciertos nocturnos y así ir acostumbrando a la gente a piezas sencillas hasta, poco a poco, conseguir un público que entienda completamente la música clásica y moderna.

### Segunda Guerra Mundial
Con el estallido de la Segunda Guerra Mundial en 1939, la BBC, la cual respaldaba los Proms, retiró su apoyo. Sin embargo, patrocinadores privados intervinieron para mantenerlos. Durante la guerra, el Queen's Hall fue completamente destruido durante un ataque aéreo de la Luftwaffe en mayo de 1941, por lo que los conciertos tuvieron que cambiar de auditorio al Royal Albert Hall de Londres, actual sede.
En 1942 Henry Wood invito a la London Symphony Orchestra (que ya había colaborado varias veces con ellos), dirigida por Jean Pougnet, a participar en esa temporada y las siguientes para así mantener el programa y a la BBC como promotora del proyecto. Wood continuó su trabajo con los Proms hasta su muerte en 1944. A partir de ese momento, Adrian Boult, director principal de la Orquesta Sinfónica de la BBC en aquel momento, y Basil Cameron asumieron la dirección de la orquesta cuando, bajo el peligro creciente de los bombardeos, fueron trasladados de nuevo a la Bedford Corn Exchange (sede de la Orquesta Sinfónica de la BBC desde 1941), que los acogió hasta el final de la guerra.

### Posguerra
Al acabar la guerra y volver al Royal Albert Hall, Adrian Boult y Basil Cameron continuaron como directores de los concierto de los Proms hasta la llegada de Malcolm Sargent como director principal en 1947. Sargent ocupó este cargo hasta 1966 y su director asociado de 1949 a 1959 fue John Hollingsworth. Sargent defendió la música coral y los compositores clásicos y británicos, especialmente Samuel Coleridge-Taylor. La organización benéfica fundada en su nombre, CLIC Sargent, sigue celebrando cada año un concierto especial en los Proms poco después de que finalice la temporada.
Desde el momento en el que William Glock obtuvo el cargo de director de los Proms en 1960, el repertorio de los Proms aumentó para abarcar también tanto a compositores contemporáneos y vanguardistas (como Boulez, Berio, Dallapiccola, Peter Maxwell Davies, Ligeti, Lutosławski, Messiaen o Stockhausen) como a compositores anteriores (como Purcell, Monteverdi, Dufay y Dunstaple) e incluir obras que antes no se habían escuchado en los Proms, de por ejemplo Johann Sebastian Bach o Joseph Haydn.
A partir de los años sesenta, el número de orquestas invitadas a los Proms también comenzó a aumentar, con la actuación de los primeros grandes directores internacionales (Leopold Stokowski, Georg Solti y Carlo Maria Giulini) en 1963. En 1966, la Orquesta Sinfónica de la Radio de Moscú, fue la primera orquesta extranjera invitada. Desde entonces, casi todas las grandes orquestas, directores y solistas internacionales han actuado en los Proms. En 1970, la aparición de Soft Machine provocó la atención de la prensa y los comentarios como la primera banda «pop» que actuó allí.

## Última noche de los Proms
En muchas ocasiones referida por su nombre original en inglés, the Last Night, es el concierto que anualmente cierra el ciclo del festival. Mucha gente conoce el festival de los Proms precisamente por la Última Noche, aunque este concierto es muy diferente de todos los demás. Normalmente tiene lugar el segundo sábado de septiembre y se retransmite por la BBC2 (primera mitad) y BBC1 (segunda mitad).
La segunda parte comienza con la Marcha de Pompa y Circunstancia nº 1 de Edward Elgar (Land of Hope and Glory), continúa con la Fantasia on British Sea-Songs de Henry Wood y Rule Britannia de Thomas Arne y acaba oficialmente con Jerusalem (basado en un poema de William Blake) de Hubert Parry y el God Save the King, himno nacional británico. De manera no oficial (ya que no figura en el programa) se canta también una canción tradicional escocesa, Auld Lang Syne.

### Directores de la Última Noche
| Año                    | Nombre                                      |
| ---------------------- | ------------------------------------------- |
| 1895-1940              | Henry Wood                                  |
| 1945                   | Constant Lambert Basil Cameron Adrian Boult |
| 1946-1947              | Adrian Boult                                |
| 1948                   | Basil Cameron                               |
| 1949-1966              | Malcolm Sargent                             |
| 1967-1968              | Colin Davis                                 |
| 1969                   | Norman del Mar                              |
| 1970-1972              | Colin Davis                                 |
| 1973                   | Norman Del Mar                              |
| 1974                   | Charles Groves                              |
| 1975                   | Norman Del Mar                              |
| 1976                   | Charles Groves                              |
| 1977                   | James Loughran                              |
| 1978                   | Charles Groves                              |
| 1979                   | James Loughran                              |
| 1980                   | Charles Mackerras                           |
| 1981-1982              | James Loughran                              |
| 1983                   | Norman Del Mar                              |
| 1984                   | James Loughran                              |
| 1985                   | Vernon Handley                              |
| 1986                   | Raymond Leppard                             |
| 1987                   | Mark Elder                                  |
| 1988                   | Andrew Davis                                |
| 1989                   | John Pritchard                              |
| 1990-1992              | Andrew Davis                                |
| 1993                   | Barry Wordsworth                            |
| 1994-2000              | Andrew Davis                                |
| 2001-2004              | Leonard Slatkin                             |
| 2005                   | Paul Daniel                                 |
| 2006                   | Mark Elder                                  |
| 2007                   | Jiří Bělohlávek                             |
| 2008                   | Roger Norrington                            |
| 2009                   | David Robertson                             |
| 2010                   | Jiří Bělohlávek                             |
| 2011                   | Edward Gardner                              |
| 2012                   | Jiří Bělohlávek                             |
| 2013, 2015             | Marin Alsop                                 |
| 2014, 2016, 2017, 2021 | Sakari Oramo                                |

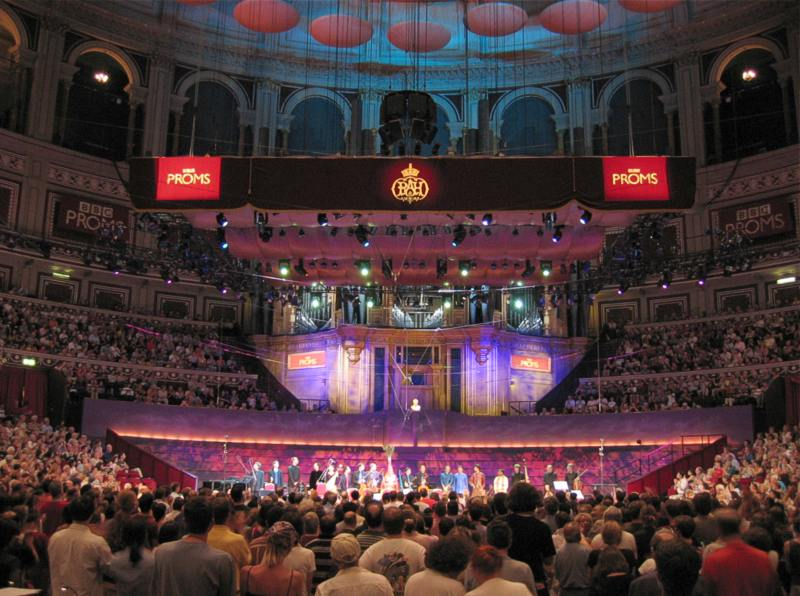
Un concierto de los Proms en el Royal Albert Hall, 2004. El busto de Henry Wood se puede ver en frente del órgano.

En 2022, tenido que el evento estar anulado a causa de la muerte de la reina Isabel II.

## Proms in the Park
En 1996 se realizaron los primeros Proms en Hyde Park y años después, debido a su éxito, en otras ciudades del Reino Unido. En ellos se retransmite en vídeo en directo el Proms del Royal Albert Hall. Además, durante los últimos años, debido a la gran cantidad de gente que acude a estas retransmisiones del concierto, se instala un escenario propio en cada sede donde hacen diversas representaciones artísticas, por lo que suele ser una versión más moderna de los Proms.
| Año  | BBC Concert Orchestra | BBC National Orchestra y Chorus of Wales | BBC Scottish Symphony Orchestra | Ulster Orchestra                 | BBC Philharmonic (Halle Orchestra en 2004) | Northern Sinfonia             |
| ---- | --------------------- | ---------------------------------------- | ------------------------------- | -------------------------------- | ------------------------------------------ | ----------------------------- |
| 1996 | Hyde Park, London     |                                          |                                 |                                  |                                            |                               |
| 1997 | Hyde Park, London     |                                          |                                 |                                  |                                            |                               |
| 1998 | Hyde Park, London     |                                          |                                 |                                  |                                            |                               |
| 1999 | Hyde Park, London     |                                          |                                 |                                  |                                            |                               |
| 2000 | Hyde Park, London     |                                          |                                 |                                  |                                            |                               |
| 2001 | Hyde Park, London     | Music Centre Gateshead                   |                                 |                                  |                                            |                               |
| 2002 | Hyde Park, London     | Music Centre Gateshead                   | Belfast                         |                                  |                                            |                               |
| 2003 | Hyde Park, London     | Singleton Park, Swansea                  | Pacific Quay, Glasgow           | Donegal Square, Belfast          |                                            |                               |
| 2004 | Hyde Park, London     | Singleton Park, Swansea                  | Pacific Quay, Glasgow           | Donegal Square, Belfast          | Cathedral Gardens, Manchester (Halle)      |                               |
| 2005 | Hyde Park, London     | Singleton Park, Swansea                  | Glasgow Green                   | Belfast City Hall                | Heaton Park, Manchester                    |                               |
| 2006 | Hyde Park, London     | Singleton Park, Swansea                  | Glasgow Green                   | Belfast City Hall                | Heaton Park, Manchester                    |                               |
| 2007 | Hyde Park, London     | Singleton Park, Swansea                  | Glasgow Green                   | Carrickfergus Castle             |                                            | Centre Square, Middlesborough |
| 2008 | Hyde Park, London     | Singleton Park, Swansea                  | Glasgow Green                   | Belfast City Hall                |                                            |                               |
| 2009 | Hyde Park, London     | Singleton Park, Swansea                  | Glasgow Green                   | Hillsborough Castle, County Down | Buile Hill Park, Salford                   |                               |
| 2010 | Hyde Park, London     | Singleton Park, Swansea                  | Caird Hall, Dundee              | Hillsborough Castle, County Down | Buile Hill Park, Salford                   |                               |
| 2011 | Hyde Park, London     | Caerphilly Castle                        | Caird Hall, Dundee              | Castle Park, Bangor              |                                            |                               |
| 2012 | Hyde Park, London     | Caerphilly Castle                        | Glasgow City Halls              | Titanic Slipways, Belfast        |                                            |                               |
| 2013 | Hyde Park, London     | Caerphilly Castle                        | Glasgow Green                   | Titanic Slipways, Belfast        |                                            |                               |
| 2014 | Hyde Park, London     | Singleton Park, Swansea                  | Glasgow Green                   | Titanic Slipways, Belfast        |                                            |                               |
| 2015 | Hyde Park, London     | Singleton Park, Swansea                  | Glasgow Green                   | Titanic Slipways, Belfast        |                                            |                               |
| 2016 | Hyde Park, London     | Colwyn Bay                               | Glasgow Green                   | Titanic Slipways, Belfast        |                                            |                               |
| 2017 | Hyde Park, London     | Singleton Park, Swansea                  | Glasgow Green                   | Castle Coole, Enniskillen        |                                            |                               |
| 2018 | Hyde Park, London     | Colwyn Bay                               | Glasgow Green                   | Titanic Slipways, Belfast        |                                            |                               |

Durante la Última Noche de 2018 en Hyde Park, la BBC Concert Orchestra (dirigida por Richard Balcombe) tocó las tradicionales últimas piezas de los Proms acompañada por las voces de cuarenta mil personas que allí se encontraban.

## Temporadas de los Proms
| No  | Temporada                  | Comienzo (primera noche) | Fin (Última Noche)       |                                                                      | Número de conciertos |
| --- | -------------------------- | ------------------------ | ------------------------ | -------------------------------------------------------------------- | -------------------- |
| 1   | 1895                       | Sábado 10 de agosto      | Sábado 5 de octubre      | Queen's Hall, Londres                                                | 49                   |
| 2   | 1896                       | Sábado 29 de agosto      | Sábado 10 de octubre     | Queen's Hall, Londres                                                | 37                   |
| 3   | 1897                       | Sábado 28 de agosto      | Sábado 9 de octubre      | Queen's Hall, Londres                                                | 43                   |
| 4   | 1898                       | Sábado 27 de agosto      | Sábado 15 de octubre     | Queen's Hall, Londres                                                | 43                   |
| 5   | 1899                       | Sábado 26 de agosto      | Sábado 21 de octubre     | Queen's Hall, Londres                                                | 49                   |
| 6   | 1900                       | Sábado 25 de agosto      | Sábado 10 de octubre     | Queen's Hall, Londres                                                | 67                   |
| 7   | Verano 1901                | Sábado 24 de agosto      | Sábado 9 de octubre      | Queen's Hall, Londres                                                | 67                   |
| 7a  | Invierno 1901/02           | Sábado 26 de diciembre   | Sábado 1 de febrero      | Queen's Hall, Londres                                                | 33                   |
| 8   | 1902                       | Sábado 23 de agosto      | Sábado 8 de noviembre    | Queen's Hall, Londres                                                | 67                   |
| 9   | 1903                       | Sábado 22 de agosto      | Viernes 23 de octubre    | Queen's Hall, Londres                                                | 54                   |
| 10  | 1904                       | Sábado 6 de agosto       | Viernes 21 de octubre    | Queen's Hall, Londres                                                | 66                   |
| 11  | 1905                       | Sábado 19 de agosto      | Viernes 27 de octubre    | Queen's Hall, Londres                                                | 60                   |
| 12  | 1906                       | Sábado 18 de agosto      | Viernes 26 de octubre    | Queen's Hall, Londres                                                | 60                   |
| 13  | 1907                       | Sábado 17 de agosto      | Sábado 26 de octubre     | Queen's Hall, Londres                                                | 61                   |
| 14  | 1908                       | Sábado 15 de agosto      | Sábado 24 de octubre     | Queen's Hall, Londres                                                | 61                   |
| 15  | 1909                       | Sábado 14 de agosto      | Sábado 23 de octubre     | Queen's Hall, Londres                                                | 61                   |
| 16  | 1910                       | Sábado 13 de agosto      | Sábado 22 de octubre     | Queen's Hall, Londres                                                | 61                   |
| 17  | 1911                       | Sábado 12 de agosto      | Sábado 21 de octubre     | Queen's Hall, Londres                                                | 61                   |
| 18  | 1912                       | Sábado 17 de agosto      | Sábado 26 de octubre     | Queen's Hall, Londres                                                | 61                   |
| 19  | 1913                       | Sábado 16 de agosto      | Sábado 25 de octubre     | Queen's Hall, Londres                                                | 61                   |
| 20  | 1914                       | Sábado 15 de agosto      | Sábado 24 de octubre     | Queen's Hall, Londres                                                | 61                   |
| 21  | 1915                       | Sábado 14 de agosto      | Sábado 23 de octubre     | Queen's Hall, Londres                                                | 61                   |
| 22  | 1916                       | Sábado 26 de agosto      | Sábado 21 de octubre     | Queen's Hall, Londres                                                | 49                   |
| 23  | 1917                       | Sábado 25 de agosto      | Sábado 20 de octubre     | Queen's Hall, Londres                                                | 49                   |
| 24  | 1918                       | Sábado 11 de agosto      | Sábado 19 de octubre     | Queen's Hall, Londres                                                | 61                   |
| 25  | 1919                       | Sábado 16 de agosto      | Sábado 25 de octubre     | Queen's Hall, Londres                                                | 61                   |
| 26  | 1920                       | Sábado 14 de agosto      | Sábado 23 de octubre     | Queen's Hall, Londres                                                | 61                   |
| 27  | 1921                       | Sábado 13 de agosto      | Sábado 22 de octubre     | Queen's Hall, Londres                                                | 61                   |
| 28  | 1922                       | Sábado 12 de agosto      | Sábado 21 de octubre     | Queen's Hall, Londres                                                | 61                   |
| 29  | 1923                       | Sábado 11 de agosto      | Sábado 20 de octubre     | Queen's Hall, Londres                                                | 61                   |
| 30  | 1924                       | Sábado 9 de agosto       | Sábado 18 de octubre     | Queen's Hall, Londres                                                | 61                   |
| 31  | 1925                       | Sábado 8 de agosto       | Sábado 17 de octubre     | Queen's Hall, Londres                                                | 61                   |
| 32  | 1926                       | Sábado 14 de agosto      | Sábado 16 de octubre     | Queen's Hall, Londres                                                | 55                   |
| 33  | 1927                       | Sábado 13 de agosto      | Sábado 24 de octubre     | Queen's Hall, Londres                                                | 37                   |
| 34  | 1928                       | Sábado 15 de agosto      | Sábado 6 de octubre      | Queen's Hall, Londres                                                | 49                   |
| 35  | 1929                       | Sábado 10 de agosto      | Sábado 5 de octubre      | Queen's Hall, Londres                                                | 49                   |
| 36  | 1930 (Norte de Inglaterra) | Lunes 26 May             | Sábado 21 de junio       | Free Trade Hall, Manchester Philharmonic, Liverpool Town Hall, Leeds | 24                   |
| 36a | 1930 (Londres)             | Sábado 9 de agosto       | Sábado 4 de octubre      | Queen's Hall, Londres                                                | 49                   |
| 37  | 1931                       | Sábado 8 de agosto       | Sábado 3 de octubre      | Queen's Hall, Londres                                                | 48                   |
| 38  | Verano 1932                | Sábado 6 de agosto       | Sábado 1 de octubre      | Queen's Hall, Londres                                                | 49                   |
| 38a | Invierno 1932/33           | Sábado 31 de diciembre   | Sábado 14 de febrero     | Queen's Hall, Londres                                                | 13                   |
| 39  | 1933                       | Sábado 12 de agosto      | Sábado 7 de octubre      | Queen's Hall, Londres                                                | 49                   |
| 40  | Verano 1934                | Sábado 11 de agosto      | Sábado 6 de octubre      | Queen's Hall, Londres                                                | 49                   |
| 40a | Invierno 1934/35           | Lunes 31 de diciembre    | Sábado 12 de enero       | Queen's Hall, Londres                                                | 12                   |
| 41  | Verano 1935                | Sábado 10 de agosto      | Sábado 5 de octubre      | Queen's Hall, Londres                                                | 49                   |
| 41a | Invierno 1935/36           | Lunes 30 de diciembre    | Sábado 11 de enero       | Queen's Hall, Londres                                                | 12                   |
| 42  | 1936                       | Sábado 8 de agosto       | Sábado 3 de octubre      | Queen's Hall, Londres                                                | 49                   |
| 43  | 1937                       | Sábado 7 de agosto       | Sábado 2 de octubre      | Queen's Hall, Londres                                                | 49                   |
| 44  | 1938                       | Sábado 6 de agosto       | Sábado 1 de octubre      | Queen's Hall, Londres                                                | 49                   |
| 45  | 1939                       | Sábado 12 de agosto      | Saturday 1 September     | Queen's Hall, Londres                                                | 17.5                 |
| 46  | 1940                       | Sábado 10 de agosto      | Saturday 7 September     | Queen's Hall, Londres                                                | 25                   |
| 47  | 1941                       | Sábado 12 de julio       | Sábado 23 de agosto      | Queen's Hall, Londres                                                | 37                   |
| 48  | 1942                       | Sábado 27 de junio       | Sábado 22 de agosto      | Royal Albert Hall, Londres                                           | 49                   |
| 49  | 1943                       | Sábado 19 de junio       | Sábado 21 de agosto      | Royal Albert Hall, Londres                                           | 55                   |
| 50  | 1944                       | Sábado 10 de junio       | Jueves 29 de junio       | Royal Albert Hall, Londres                                           | 17                   |
| 51  | 1945                       | Sábado 21 de julio       | Sábado 15 de septiembre  | Royal Albert Hall, Londres                                           | 49                   |
| 52  | 1946                       | Sábado 27 de julio       | Säbado 21 de septiembre  | Royal Albert Hall, Londres                                           | 49                   |
| 52a | Invierno 1947              | Lunes 6 de enero         | Sábado 18 de enero       | Royal Albert Hall, Londres                                           | 12                   |
| 53  | Verano 1947                | Sábado 19 de julio       | Sábado 13 de septiembre  | Royal Albert Hall, Londres                                           | 49                   |
| 53a | Invierno 1948              | Lunes 5 de enero         | Sábado 17 de enero       | Royal Albert Hall, Londres                                           | 12                   |
| 54  | Verano 1948                | Sábado 24 de julio       | Sábado 18 de septiembre  | Royal Albert Hall, Londres                                           | 49                   |
| 54a | Invierno 1949              | Lunes 10 de enero        | Sábado 22 de enero       | Royal Albert Hall, Londres                                           | 12                   |
| 55  | Verano 1949                | Sábado 23 de julio       | Sábado 17 de septiembre  | Royal Albert Hall, Londres                                           | 49                   |
| 55a | Invierno 1950              | Lunes 9 de enero         | Sábado 21 de enero       | Royal Albert Hall, Londres                                           | 12                   |
| 56  | Verano 1950                | Sábado 22 de julio       | Sábado 16 de septiembre  | Royal Albert Hall, Londres                                           | 49                   |
| 56a | Invierno 1951              | Lunes 8 de enero         | Sábado 20 de enero       | Royal Albert Hall, Londres                                           | 12                   |
| 57  | Verano 1951                | Sábado 28 de julio       | Sábado 22 de septiembre  | Royal Albert Hall, Londres                                           | 49                   |
| 58  | Invierno 1952              | Lunes 7 de enero         | Sábado 19 de enero       | Royal Albert Hall, Londres                                           | 12                   |
| 58a | 1952                       | Sábado 26 de julio       | Sábado 20 de septiembre  | Royal Albert Hall, Londres                                           | 49                   |
| 59  | 1953                       | Sábado 25 de julio       | Sábado 19 de septiembre  | Royal Albert Hall, Londres                                           | 49                   |
| 60  | 1954                       | Sábado 24 de julio       | Sábado 18 de septiembre  | Royal Albert Hall, Londres                                           | 49                   |
| 61  | 1955                       | Sábado 23 de julio       | Sábado 17 de septiembre  | Royal Albert Hall, Londres                                           | 49                   |
| 62  | 1956                       | Sábado 21 de julio       | Sábado 15 de septiembre  | Royal Albert Hall, Londres                                           | 49                   |
| 63  | 1957                       | Sábado 20 de julio       | Sábado 14 de septiembre  | Royal Albert Hall, Londres                                           | 49                   |
| 64  | 1958                       | Sábado 26 de julio       | Sábado 20 de septiembre  | Royal Albert Hall, Londres                                           | 49                   |
| 65  | 1959                       | Sábado 25 de julio       | Sábado 19 de septiembre  | Royal Albert Hall, Londres                                           | 49                   |
| 66  | 1960                       | Sábado 23 de julio       | Sábado 17 de septiembre  | Royal Albert Hall, Londres                                           | 49                   |
| 67  | 1961                       | Sábado 22 de julio       | Sábado 16 de septiembre  | Royal Albert Hall, Londres                                           | 49                   |
| 68  | 1962                       | Sábado 21 de julio       | Sábado 15 de septiembre  | Royal Albert Hall, Londres                                           | 49                   |
| 69  | 1963                       | Sábado 20 de julio       | Sábado 14 de septiembre  | Royal Albert Hall, Londres                                           | 49                   |
| 70  | 1964                       | Sábado 25 de julio       | Sábado 19 de septiembre  | Royal Albert Hall, Londres                                           | 49                   |
| 71  | 1965                       | Sábado 17 de julio       | Sábado 11 de septiembre  | Royal Albert Hall, Londres                                           | 49                   |
| 72  | 1966                       | Sábado 23 de julio       | Sábado 17 de septiembre  | Royal Albert Hall, Londres                                           | 50                   |
| 73  | 1967                       | Sábado 22 de julio       | Sábado 16 de septiembre  | Royal Albert Hall, Londres                                           | 51                   |
| 74  | 1968                       | Viernes 19 de julio      | Sábado 14 de septiembre  | Royal Albert Hall, Londres                                           | 52                   |
| 75  | 1969                       | Viernes 18 de julio      | Sábado 13 de septiembre  | Royal Albert Hall, Londres                                           | 52                   |
| 76  | 1970                       | Viernes 17 de julio      | Sábado 12 de septiembre  | Royal Albert Hall, Londres                                           | 53                   |
| 77  | 1971                       | Viernes 23 de julio      | Sábado 18 de septiembre  | Royal Albert Hall, Londres                                           | 54                   |
| 78  | 1972                       | viernes 21 de julio      | Sábado 16 de septiembre  | Royal Albert Hall, Londres                                           | 57                   |
| 78a | Invierno 1972/73           | Viernes 29 de diciembre  | Viernes 5 de enero       | Royal Albert Hall, Londres                                           | 8                    |
| 79  | 1973                       | Viernes 20 de julio      | Sábado 15 de septembre   | Royal Albert Hall, Londres                                           | 55                   |
| 80  | 1974                       | Viernes 19 de julio      | Sábado 14 de septiembre  | Royal Albert Hall, Londres                                           | 55                   |
| 81  | 1975                       | Viernes 25 de julio      | Sábado 20 de septiembre  | Royal Albert Hall, Londres                                           | 57                   |
| 82  | 1976                       | Viernes 16 de julio      | Sábado 11 de septiembre  | Royal Albert Hall, Londres                                           | 56                   |
| 83  | 1977                       | Viernes 22 de julio      | Sábado 17 de septiembre  | Royal Albert Hall, Londres                                           | 55                   |
| 84  | 1978                       | Viernes 21 de julio      | Sábado 16 de septiembre  | Royal Albert Hall, Londres                                           | 55                   |
| 85  | 1979                       | Viernes 20 de julio      | Sábado 15 de septiembre  | Royal Albert Hall, Londres                                           | 54                   |
| 86  | 1980                       | Viernes 18 de julio      | Sábado 13 de septiembre  | Royal Albert Hall, Londres                                           | 57                   |
| 87  | 1981                       | Viernes 17 de julio      | Sábado 12 de septiembre  | Royal Albert Hall, Londres                                           | 56                   |
| 88  | 1982                       | Viernes 16 de julio      | Sábado 11 de septiembre  | Royal Albert Hall, Londres                                           | 57                   |
| 89  | 1983                       | Viernes 22 de julio      | Sábado 17 de septiembre  | Royal Albert Hall, Londres                                           | 57                   |
| 90  | 1984                       | Viernes 20 de julio      | Sábado 15 de septiembre  | Royal Albert Hall, Londres                                           | 59                   |
| 91  | 1985                       | Viernes 19 de julio      | Sábado 14 de septiembre  | Royal Albert Hall, Londres                                           | 60                   |
| 92  | 1986                       | Viernes 18 de julio      | Sábado 13 de septiembre  | Royal Albert Hall, Londres                                           | 60                   |
| 93  | 1987                       | Viernes 17 de julio      | Sábado 12 de septiembre  | Royal Albert Hall, Londres                                           | 66                   |
| 94  | 1988                       | Viernes 22 de julio      | Sábado 17 de septiembre  | Royal Albert Hall, Londres                                           | 69                   |
| 95  | 1989                       | Viernes 21 de julio      | Sábado 16 de septiembre  | Royal Albert Hall, Londres                                           | 68                   |
| 96  | 1990                       | Viernes 20 de julio      | Sábado 15 de septiembre  | Royal Albert Hall, Londres                                           | 66                   |
| 97  | 1991                       | Viernes 19 de julio      | Sábado 14 de septiembre  | Royal Albert Hall, Londres                                           | 67                   |
| 98  | 1992                       | Viernes 17 de julio      | Sábado 12 de septiembre  | Royal Albert Hall, Londres                                           | 66                   |
| 99  | 1993                       | Viernes 16 de julio      | Sábado 11 de septiembre  | Royal Albert Hall, Londres                                           | 67                   |
| 100 | 1994                       | Viernes 15 de julio      | Sábado 10 de septiembre  | Royal Albert Hall, Londres                                           | 68                   |
| 101 | 1995                       | Viernes 21 de julio      | Sábado 16 de septiembre  | Royal Albert Hall, Londres                                           | 70                   |
| 102 | 1996                       | Viernes 19 de julio      | Sábado 14 de septiembre  | Royal Albert Hall, Londres                                           | 72                   |
| 103 | 1997                       | Viernes 18 de julio      | Sábado 13 de septiembre  | Royal Albert Hall, Londres                                           | 73                   |
| 104 | 1998                       | Viernes 17 de julio      | Sábado 12 de septiembre  | Royal Albert Hall, Londres                                           | 73                   |
| 105 | 1999                       | Viernes 16 de julio      | Sábado 11 de septiembre  | Royal Albert Hall, Londres                                           | 72                   |
| 106 | 2000                       | Viernes 14 de julio      | Sábado 9 de septiembre   | Royal Albert Hall, Londres                                           | 72                   |
| 107 | 2001                       | Viernes 20 de julio      | Sábado 15 de septiembre  | Royal Albert Hall, Londres                                           | 73                   |
| 108 | 2002                       | Viernes 19 de julio      | Sábado 14 de septiembre  | Royal Albert Hall, Londres                                           | 73                   |
| 109 | 2003                       | Viernes 18 de julio      | Sábado 13 de septiembre  | Royal Albert Hall, Londres                                           | 73                   |
| 110 | 2004                       | Viernes 16 de julio      | Sábado 22 de septiembre  | Royal Albert Hall, Londres                                           | 74                   |
| 111 | 2005                       | Viernes 15 de julio      | Sábado 10 de septiembre  | Royal Albert Hall, Londres                                           | 74                   |
| 112 | 2006                       | Viernes 14 de julio      | Sábado 9 de septiembre   | Royal Albert Hall, Londres                                           | 73                   |
| 113 | 2007                       | Viernes 13 de julio      | Sábado 8 de septiembre   | Royal Albert Hall, Londres                                           | 72                   |
| 114 | 2008                       | Viernes 18 de julio      | Sábado 13 de septiembre  | Royal Albert Hall, Londres                                           | 76                   |
| 115 | 2009                       | Viernes 17 de julio      | Sábado 12 de septiembre  | Royal Albert Hall, Londres                                           | 76                   |
| 116 | 2010                       | Viernes 16 de julio      | Sábado 11 des septiembre | Royal Albert Hall, Londres                                           | 76                   |
| 117 | 2011                       | Viernes 15 de julio      | Sábado 10 de septiembre  | Royal Albert Hall, Londres                                           | 74                   |
| 118 | 2012                       | Viernes 13 de julio      | Sábado 8 de septiembre   | Royal Albert Hall, Londres                                           | 76                   |
| 119 | 2013                       | Viernes 12 de julio      | Sábado 7 de septiembre   | Royal Albert Hall, Londres                                           | 75                   |
| 120 | 2014                       | Viernes 18 de julio      | Sábado 13 de septiembre  | Royal Albert Hall, Londres                                           | 76                   |
| 121 | 2015                       | Viernes 17 de julio      | Sábado 12 de septiembre  | Royal Albert Hall, Londres                                           | 76                   |
| 122 | 2016                       | Viernes 15 de julio      | Sábado 10 de septiembre  | Royal Albert Hall, Londres                                           | 75                   |
| 123 | 2017                       | Viernes 14 de julio      | Sábado 9 de septiembre   | Royal Albert Hall, Londres                                           | 75                   |
| 124 | 2018                       | Viernes 13 de julio      | Sábado 8 de septiembre   | Royal Albert Hall, Londres                                           | 75                   |

## Curiosidades
Siempre ha estado permitido comer, beber y fumar dentro del recinto durante los conciertos.
Henry Wood solía hacer arreglos para orquesta de muchas de las obras que se interpretaban durante las primeras ediciones de los Proms y por este motivo muchas veces era criticado por la prensa. Un día respondió a estas críticas quejándose de que le acusaban de estropear las obras originales, por lo que en 1929 decidió interpretar una obra de un compositor ruso llamado Paul Klenovsky, que en realidad era un arreglo de una pieza para orquesta de Bach. Después de esto, la prensa elogiaba a Klenovsky diciendo que poseía el verdadero talento que se necesitaba para la música y un gusto exquisito.
A pesar de los acontecimientos históricos por los que ha pasado Reino Unido desde la creación de los Proms, como la Primera Guerra Mundial y la Segunda Guerra Mundial, los conciertos nunca han sido cancelados.
El 7 de agosto de 1974, mientras André Previn dirigía Camina Burana de Carl Orff, el barítono Thomas Allen se desmayó delante del público sin poder continuar la interpretación. Afortunadamente, un joven estudiante de entre el público se ofreció voluntario para terminar de cantar la parte de Allen hasta el final de la obra.
Después del 11-S, durante la Última Noche de ese año, el 15 de septiembre de 2001, el director de orquesta estadounidense Leonard Slatkin dirigió en memoria de las víctimas de los atentados el Adagio de Barber.